# Кэмпбелтон (Нью-Брансуик)
Кэ́мпбелтон (англ. Campbellton) — город в графстве Рестигуш провинции Нью-Брансуик (Канада).
Город находится на севере провинции на границе с провинцией Квебек, на южном берегу реки Рестигуш. Основан в 1837 году, статус города получил в 1958 году. Основа экономики — лесная промышленность и туризм.

## История
На берегах реки издавна жили микмаки. Около 1700 года в окрестностях нынешнего города стали селиться французы, которые занимались рыболовством и пушной торговлей с микмаками, тогда же здесь была основана торговая фактория. Недалеко от будущего города, в устье реки Рестигуш, 3-8 июля 1760 года состоялось Битва при Рестигуше — заключительное морское сражение Семилетней войны между английским и французским флотом за обладание Северной Америкой. Поражение французов в сражении и в Семилетней войне привело к захвату Новой Франции англичанами и насильственной депортации франко-акадцев.
В последующие десятилетия на берегах реки начали селиться шотландские поселенцы. В 1769 году шотландец Хью Бейли и его партнер создали компанию, которая занималась пушной торговлей и засолкой лосося в том месте, где сейчас находится Кэмпбелтон. Компания была продана в Лондоне купцу Джону Шулбреду, которым в 1773 году было создано первая британское поселение на Рестигуше. Его агент, Уильям Смит, привёз шотландских рыбаков из Абердина для работы на компанию. Двое из этих рыбаков, Джон Дункан и Роберт Адамс, привезли с собой семьи и поселились в районе Атхолвилла.
В 1794 году шотландец из Перта по имени Александр Фергюсон поселился в Мартине (будущий Кэмпбелтон), а его брат Роберт присоединился к нему двумя годами позже. В 1803 году Роберт Фергюсон унаследовал бизнес своего брата и быстро стал крупнейшим продавцом и экспортером рыбы в Рестигуше. В 1840 году он поставлял от 1200 и 1400 баррелей соленого лосося в год. Им также была построена мельница и лесопилка, и он занялся экспортом лесоматериалов.
В 1875 году в Кэмпбелтон пришла Межколониальная железная дорога, в 1876 году построен железнодорожный вокзал, что способствовало дальнейшему развитию Кэмпбелтона. Его население быстро увеличивалось, достигнув 1800 человек в 1891 году. В 1889 году Кэмпбелтон получил статус города (Town).
11 июля 1910 года пожар, начавшийся на лесопилке на набережной, уничтожил большую часть города. Новые здания в городе стали строиться из кирпича и других огнеупорных материалов. В 20-х годах XX века город стал одним из ведущих торговых центров на севере Нью-Брансуика и имел три банка, пять церквей, две школы, 6 гостиниц и больницу. В то время на железнодорожную станцию Кэмпбелтона ежедневно прибывало более 16 поездов. В 1928 году был построен целлюлозно-бумажный комбинат в близлежащем Атхолвилле.
В 1958 году Кэмпбелтон получил статус города, в том же году началось строительство моста Д. С. Ван Хорна через реку Рестигуш, который был спроектирован для облегчения поездок между Квебеком и северным Нью-Брансуиком. Мост был закончен в 1961 году и связал Кэмпбелтон с полуостровом Гаспе. Границы Кэмпбелтона были расширены в 1979 году, когда Ричардсвилл стал частью города.
Кэмпбелтон также известен тем, что возле него периодически появляется свой «Летучий голландец», который называют «Горящим кораблём залива Шалёр». Иногда его видят в виде горящего парусного корабля, иногда в виде огненный шара на поверхности воды. По одной из версий первыми увидели корабль-призрак португальские мореплаватели примерно в 1500 году. По другой версии это корабль-призрак времён Битвы при Рестигуше. Скептики полагают, что это лишь оптический обман в результате теплового воздействия волн, отражения от водной поверхности или просто галлюцинации
.

## Население
Кемпбелтон является крупнейшим городом графства, население на 2016 год составляет 6883 человек. Преобладает франкоязычное население и его доля неуклонно растёт.
Изменение численности население Кэмпбелтона
| Год  | Население | Изменение (%) |
| ---- | --------- | ------------- |
| 2016 | 6 883     | ▼6.8 %        |
| 2011 | 7,385     | ▲0.01 %       |
| 2006 | 7,384     | ▼5.3 %        |
| 2001 | 7,798     | ▼7.2 %        |
| 1996 | 8,404     | ▼3.4 %        |
| 1991 | 8,699     | ▼4.3 %        |
| 1986 | 9,073     | ▼8.2 %        |
| 1981 | 9,818     | ▲26.6 %       |
| 1951 | 7,754     | ▲14.9 %       |
| 1941 | 6,748     | ▲3.7 %        |
| 1931 | 6,505     | ▲16.8 %       |
| 1921 | 5,570     | ▲45.9 %       |
| 1911 | 3,817     | ▲43.9         |
| 1901 | 2,652     | N/A           |

Родной язык жителей (2006)
| Язык                     | Численность | Процент (%) |
| ------------------------ | ----------- | ----------- |
| Французский              | 3,870       | 55.56 %     |
| Английский               | 2,840       | 40.78 %     |
| Французский и английский | 125         | 1.79 %      |
| Другие языки             | 130         | 1.87 %      |

## Климат
| Показатель                                                  | Янв.  | Фев.  | Март  | Апр. | Май   | Июнь | Июль | Авг. | Сен. | Окт. | Нояб. | Дек.  | Год   |
| ----------------------------------------------------------- | ----- | ----- | ----- | ---- | ----- | ---- | ---- | ---- | ---- | ---- | ----- | ----- | ----- |
| Абсолютный максимум, °C                                     | 12,5  | 14,5  | 19,4  | 29,4 | 32,8  | 33,5 | 35,6 | 34,4 | 32,8 | 26,7 | 19,5  | 13,9  | 35,6  |
| Средний суточный максимум, °C                               | −8,8  | −6,9  | −0,2  | 6,9  | 15,4  | 21,1 | 23,5 | 22,4 | 16,4 | 9,5  | 1,8   | −5,5  | 9,7   |
| Средняя температура, °C                                     | −14,5 | −13,1 | −6,1  | 1,5  | 8,7   | 14,4 | 17,1 | 16   | 10,6 | 4,8  | −2    | −10,3 | 2,3   |
| Средний суточный минимум, °C                                | −20,1 | −19,2 | −11,9 | −3,8 | 2,0   | 7,6  | 10,7 | 9,7  | 4,8  | 0    | −5,9  | −15,1 | −0,4  |
| Абсолютный минимум, °C                                      | −42,8 | −41,7 | −36,5 | −28  | −12,8 | −6   | −0,6 | −2   | −7,8 | −14  | −27,2 | −40   | −42,8 |
| Норма осадков, мм                                           | 73    | 55    | 69    | 70   | 83    | 91   | 121  | 109  | 92   | 91   | 85    | 87    | 1026  |
| Источник: The Weather Network - Statistics: Campbellton, NB |       |       |       |      |       |      |      |      |      |      |       |       |       |